# StuffIt
StuffIt（スタッフイット）は、Classic Mac OSおよびmacOSで一般的な、非常に高い圧縮率を誇るデータ圧縮およびアーカイブフォーマット。Classic Mac OSでは、ドラッグ&ドロップだけで圧縮および伸長が出来るという便利さから一躍脚光を浴びた。Windows、Linux、Solarisにも対応しているが、あまり普及していない。
最近では、より圧縮率が高くなった「StuffIt X」と呼ばれるフォーマットが使われるようになった。また、StuffItフォーマットで圧縮したデータを伸長するのにソフトウェアを必要としない自己解凍アーカイブ(Self Extract Archive)が作成できるほか、アーカイブには暗号化を施したり、冗長性を持たせたり（StuffIt Xのみ）、伸長時に、ファイルの利用者にメッセージをメールで送らせる「解凍確認」という情報を付加したりできる。
圧縮アルゴリズムとしては
1. LZ77とハフマン符号
2. LZ77と算術符号
3. ブロックソート
4. PPM
5. ファイルフォーマットから1〜3の中から適切なものを選択
6. ファイルを分割して、それぞれの部分に対して1〜4の中から適切なものを選択

の6種類が用意されている。
圧縮および書庫化にはDropStuffかStuffIt Deluxe（StuffItアーカイブの内容を一覧表示して編集したり、伸長、アーカイブへのデータの追加などを行う統合プログラム（商品））を用い、伸長にはStuffIt ExpanderかStuffIt Deluxeを用いる（DropUnStuffもあったがStuffIt Expanderに一本化）。なお、StuffItフォーマットで圧縮しながらインストーラを作成できるStuffIt InstallerMaker（英語版のみ）も存在する。以前は、Deluxeから一部機能を削減したStuffIt Lite（シェアウェア。登録料はDeluxeの価格よりも安かった）もあった。
ファイル形式は大きく分けて、
1. 1.5.1形式
2. 3.0形式(3.x～4.x)
3. 5.0形式
4. StuffIt X形式

がある。5.0形式が登場した当初は3.x・4.xユーザも多かったため、伸長できないなど混乱したが、5.5が出たあたりで収束した。

## 拡張子
.sit
StuffIt Xフォーマットにした場合は.sitx、自己解凍ファイルの場合は.sea（Windowsでは.exe）